# K/V Harstad

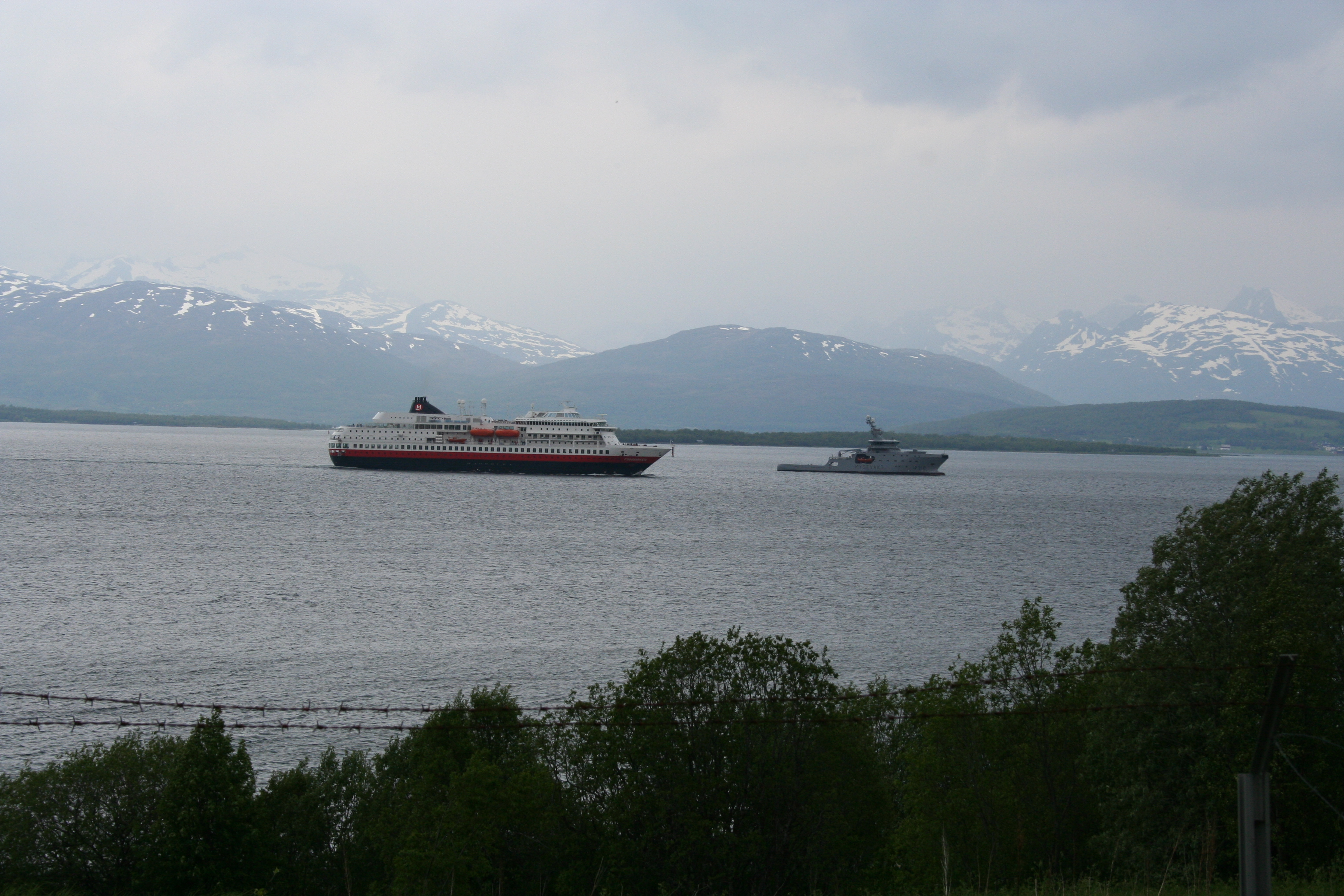
K/V Harstad och M/S Finnmarken utanför Tromsø, 2006

K/V Harstad är ett norskt kustbevakningsfartyg, som togs i tjänst i Kystvakten 2005. Hon är byggd för tunga släpuppgdrag, för brandbekämpning med vattenkanoner och för ubåtsassistans.
Skrovet byggdes på Aker Yards Tulcea i Rumänien. Hon levererades av Søviknes Verft AS till köparen Remøy Shipping AS i Fosnavåg i januari 2005. Rederiet hade ett tioårigt driftskontrakt med försvaret, vilket senare övertog driften.